# Herzele (rivier)
De Herzele (Frans: (ruisseau de) Herzeele) is een riviertje in het stroomgebied van de IJzer in de Franse Westhoek in Noord-Frankrijk.  Het ontspringt bij Winnezele, komt voorbij Herzele en stroomt in de IJzer bij Bambeke.